# WXV 1 2023
Il WXV 1 2023 fu la divisione superiore del WXV 2023, 1ª edizione del torneo annuale di World Rugby per squadre nazionali femminili di rugby a 15.
Si tenne dal 20 ottobre 2023 al 4 novembre 2023  in Nuova Zelanda tra 6 squadre nazionali qualificate alla competizione tramite vari tornei continentali nel corso di quello stesso anno.
La vincitrice del torneo fu l'Inghilterra, impostasi a punteggio pieno sulla coppia Australia - Canada, giunta seconda a pari merito.
Il valore delle marcature, come stabilito da World Rugby nel 2017, è: 5 punti per ciascuna meta (7 se trasformata), 7 punti per la meta tecnica, 3 punti per la realizzazione di ciascun calcio piazzato, idem per il drop.

## Formato
Al torneo presero parte sei squadre qualificatesi tramite due trofei tenutisi nel 2023: le tre europee dal Sei Nazioni, le altre tre tramite il Pacific Four.
Per l'Europa si qualificarono Inghilterra, Francia e Galles, mentre dal Pacific Four prevennero Nuova Zelanda, Canada e Australia.
Le sei squadre furono ripartite in due gironi da tre ciascuna; ogni squadra di un girone giocò contro tutte quelle dell'altro, per un totale di tre incontri per squadra e nove totali; la classifica si compose secondo le regole del punteggio dell'Emisfero Sud (4 punti a vittoria, 2 a pareggio, nessuno alla sconfitta, 1 punto di bonus per la squadra marcatrice di 4 mete e 1 punto in caso di sconfitta con meno di 8 punti di scarto), e la squadra prima classificata fu vincitrice del WXV.
Per il primo biennio della competizione fu bloccata la mobilità tra le prime due divisioni, per cui non furono previste retrocessioni nel WXV 2.

## Squadre partecipanti
| Girone 1    | Girone 2      |
| ----------- | ------------- |
| Francia     | Australia     |
| Galles      | Canada        |
| Inghilterra | Nuova Zelanda |

## Risultati

### 1ª giornata
| Arbitro: | Lauren Jenner |

|                                                                    |    |               |
| Botterman 5’ Wyrwas 18’ M. Packer 30’, 49’ Breach 38’ M. Jones 57’ | mt | 54’ Marsters  |
| Aitchison 5’, 18’, 30’, 38’, 49’, 57’                              | tr | 54’ Dallinger |

| Arbitro: | Sara Cox |

|                                                                     |      |                                           |
| de Goede 4’ Svoboda 31’ Grand 37’ M. Hunt 50’ Boag 67’ Lachance 76’ | mt   | 8’ C. Phillips 39’ G. Evans 67’ Callender |
| de Goede 4’, 31’, 37’, 50’, 67’, 76’                                | tr   | 8’, 39’ K. Bevan                          |
|                                                                     | c.p. | 28’ K. Bevan                              |

| Arbitro: | Hollie Davidson |

|                                 |      |                      |
| Mikaele-Tu’u 11’ Vaha’akolo 71’ | mt   | 5’ Boulard 16’ Banet |
| Holmes 11’ Demant 71’           | tr   | 5’ Bourgeois         |
| Holmes 54’                      | c.p. | 34’, 43’ Bourgeois   |

### 2ª giornata
| Arbitro: | Maggie Cogger-Orr |

|                                                                      |    |                         |
| Kildunne 8’ Atkin-Davies 37’, 41’, 51’, 57’ Breach 69’ MacDonald 72’ | mt | 31’ Tuttosi 44’ Farries |
| Aitchison 8’ Rowland 37’, 41’, 51’, 72’                              | tr | 44’ de Goede            |

| Arbitro: | Amber McLachlan |

| |    |             |
| Paul 12’, 53’, 80’ Tui 15’, 20’, 25’, 28’ du Plessis 46’ Vaha’akolo 63’ Demant 70’ Jenkins 73’, 77’ | mt | 57’ Fleming |
| Holmes 15’, 46’, 53’, 70’, 77’                                                                      | tr | 57’ Wilkins |

| Arbitro: | Aimee Barrett-Theron |

|                                          |      |                                     |
| Boulard 14’ Riffonneau 75’ Vernier 80+1’ | mt   | 3’, 51’, 70’ Karpani 24’ Friedrichs |
| Bourgeois 14’                            | tr   | 3’, 51’ Dallinger 70’ A. McKenzie   |
| Bourgeois 36’                            | c.p. | 62’ A. McKenzie                     |

### 3ª giornata
| Arbitro: | Hollie Davidson |

|                                             |      |                                          |
| Stewart 16’ Karpani 52’ Cramer 67’ Wong 73’ | mt   | 28’ C. Phillips 48’ tecnica 77’ K. Jones |
| Dallinger 67’                               | tr   | 28’ K. Bevan                             |
| Dallinger 34’                               | c.p. |                                          |

| Arbitro: | Maggie Cogger-Orr |

|                            |      |                                                     |
| Bourdon 14’ M. Ménager 57’ | mt   | 35’ Tuttosi 44’ Scurfield 50’ Holtkamp 66’ Bermudez |
| Bourgeois 14’, 57’         | tr   | 35’, 44’, 66’ de Goede                              |
| Bourgeois 2’, 73’          | c.p. | 76’ de Goede                                        |

| Arbitro: | Aimee Barrett-Theron |

|                                                                |    |                          |
| Matthews 4’ Atkin-Davies 12’ Bern 23’ Talling 55’ Aldcroft 69’ | mt | 39’ Simon 49’ Vaha’akolo |
| Aitchison 4’, 12’, 55’, 69’                                    | tr | 39’ Holmes               |

## Classifica
| Pos | Squadra       | G | V | N | P | PF  | PS  | DP  | BMP | Pt |
| --- | ------------- | - | - | - | - | --- | --- | --- | --- | -- |
| 1   | Inghilterra   | 3 | 3 | 0 | 0 | 120 | 31  | +89 | 3   | 15 |
| 2   | Canada        | 3 | 2 | 0 | 1 | 83  | 87  | −4  | 2   | 10 |
| 3   | Australia     | 3 | 2 | 0 | 1 | 61  | 81  | −20 | 2   | 10 |
| 4   | Nuova Zelanda | 3 | 1 | 0 | 2 | 99  | 58  | +41 | 2   | 6  |
| 5   | Francia       | 3 | 1 | 0 | 2 | 58  | 75  | −17 | 0   | 4  |
| 6   | Galles        | 3 | 0 | 0 | 3 | 48  | 137 | −89 | 1   | 1  |